# Pinus taiwanensis
Pinus taiwanensis là một loài thực vật hạt trần trong họ Thông. Loài này được Hayata miêu tả khoa học đầu tiên năm 1911.